# Gouvernement Năstase
 (septembre 2023).
Si vous disposez d'ouvrages ou d'articles de référence ou si vous connaissez des sites web de qualité traitant du thème abordé ici, merci de compléter l'article en donnant les références utiles à sa vérifiabilité et en les liant à la section « Notes et références ».
Roumanie
Isărescu Popescu-Tăriceanu
Le gouvernement Năstase (en roumain : Guvernul Adrian Năstase) est le gouvernement de la Roumanie entre le 28 décembre 2000 et le 28 décembre 2004, durant la quatrième législature du Parlement roumain.

## Coalition et historique
Dirigé par le nouveau Premier ministre social-démocrate Adrian Năstase, ce gouvernement est soutenu par le Pôle social-démocrate de Roumanie (PSDR), coalition politique réunissant le Parti de la démocratie sociale de Roumanie (PDSR), devenu le Parti social-démocrate en 2001, le Parti social-démocrate roumain (PSDR) et le Parti humaniste roumain (PUR). Ensemble, ils disposent de 155 députés sur 345, soit 44,9 % des sièges de la Chambre des députés, et 65 sénateurs sur 140, soit 46,4 % des sièges du Sénat.

### Formation
Il est formé à la suite des élections législatives du 26 novembre 2000 et succède au gouvernement du Premier ministre indépendant Mugur Isărescu, constitué et soutenu par le Parti national paysan chrétien-démocrate (PNȚCD), le Parti national libéral (PNL) — tous deux constituant la Convention démocratique de Roumanie (CDR), le Parti démocrate (PD) et l'Union démocrate magyare de Roumanie (UDMR). À l'occasion de ce scrutin, le Pôle social-démocrate arrive en tête mais rate la majorité absolue, tandis que les partis de l'ancienne majorité parlementaire se fragmentent et laissent la place de première force de l'opposition au Parti de la Grande Roumanie (PRM), une formation nationaliste d'extrême droite.

### Succession
Lors des élections législatives du 28 novembre 2004, l'Alliance justice et vérité (D.A.) que forment le PNL et le PD remportent une majorité relative dans les deux chambres du Parlement, et son candidat à l'élection présidentielle Traian Băsescu est élu chef de l'État. Le libéral Călin Popescu-Tăriceanu parvient ensuite à bâtir une majorité avec l'UDMR et le PUR – pourtant allié au PSD –, ce qui lui permet de constituer son gouvernement.

## Composition

### Initiale (28 décembre 2000)
| Fonction                                                                                            | Titulaire | Titulaire                                      | Parti    |
| --------------------------------------------------------------------------------------------------- | --------- | ---------------------------------------------- | -------- |
| Premier ministre                                                                                    |           | Adrian Năstase                                 | PDSR/PSD |
| Ministre de l'Intérieur                                                                             |           | Ioan Rus                                       | PDSR/PSD |
| Ministre de l'Industrie et des Ressources                                                           |           | Dan Ioan Popescu                               | PDSR/PSD |
| Ministre des Affaires étrangères                                                                    |           | Mircea Geoană                                  | PDSR/PSD |
| Ministre de l'Intégration européenne                                                                |           | Hildegard Puwak                                | PDSR/PSD |
| Ministre des Finances publiques                                                                     |           | Mihai Tănăsescu                                | PDSR/PSD |
| Ministre de la Justice                                                                              |           | Rodica Stănoiu                                 | PDSR/PSD |
| Ministre de la Défense nationale                                                                    |           | Ioan Mircea Pașcu                              | PDSR/PSD |
| Ministre du Travail et de la Solidarité sociale                                                     |           | Marian Sârbu                                   | PDSR/PSD |
| Ministre des Eaux et de la Protection de l'environnement                                            |           | Aurel Ilie (jusqu'au 17/01/2002) Petru Lificiu | PDSR/PSD |
| Ministre de l'Agriculture, de l'Alimentation et des Forêts                                          |           | Ilie Sârbu                                     | PDSR/PSD |
| Ministre des Travaux publics, des Transports et du Logement                                         |           | Miron Mitrea                                   | PDSR/PSD |
| Ministre du Tourisme                                                                                |           | Matei Dan                                      | PDSR/PSD |
| Ministre de l'Éducation et de la Recherche                                                          |           | Ecaterina Andronescu                           | PDSR/PSD |
| Ministre de la Santé et de la Famille                                                               |           | Daniela Bartoș                                 | PDSR/PSD |
| Ministre de la Culture et des Cultes                                                                |           | Răzvan Theodorescu                             | PDSR/PSD |
| Ministre des Petites et moyennes entreprises et des Coopératives                                    |           | Silvia Ciornei                                 | PUR      |
| Ministre de la Jeunesse et des Sports                                                               |           | Georgiu Gingăraș                               | PDSR/PSD |
| Ministre de l'Administration publique                                                               |           | Octav Cozmâncă                                 | PDSR/PSD |
| Ministre de l'Information publique                                                                  |           | Vasile Dâncu                                   | PDSR/PSD |
| Ministre des Communications et des Technologies de l'information                                    |           | Dan Nica                                       | PDSR/PSD |
| Ministre de la Coordination Secrétaire général du gouvernement                                      |           | Șerban Mihăilescu                              | PDSR/PSD |
| Ministre des Relations avec le Parlement                                                            |           | Acsinte Gaspar                                 | PDSR/PSD |
| Ministre délégué, Négociateur en chef avec l'Union européenne                                       |           | Vasile Pușcaș                                  | PDSR/PSD |
| Ministre délégué aux Activités de recherche                                                         |           | Șerban Valeca                                  | PDSR/PSD |
| Ministre délégué à l'Autorité des privatisations et à l'Administration des participations de l'État |           | Ovidiu Mușetescu                               | PDSR/PSD |

### Remaniement du 19 juin 2003
Les nouveaux ministres sont indiqués en gras, ceux ayant changé d'attribution en italique.
| Fonction                                                              | Titulaire | Titulaire                                                       | Parti |
| --------------------------------------------------------------------- | --------- | --------------------------------------------------------------- | ----- |
| Premier ministre                                                      |           | Adrian Năstase                                                  | PSD   |
| Ministre de l'Administration et de l'Intérieur                        |           | Ioan Rus                                                        | PSD   |
| Ministre de l'Économie et du Commerce                                 |           | Dan Ioan Popescu                                                | PSD   |
| Ministre des Affaires étrangères                                      |           | Mircea Geoană                                                   | PSD   |
| Ministre de l'Intégration européenne                                  |           | Hildegard Puwak (jusqu'au 20/10/2003) Vasile Pușcaș (intérim)   | PSD   |
| Ministre des Finances publiques                                       |           | Mihai Tănăsescu                                                 | PSD   |
| Ministre de la Justice                                                |           | Rodica Stănoiu                                                  | PSD   |
| Ministre de la Défense nationale                                      |           | Ioan Mircea Pașcu                                               | PSD   |
| Ministre du Travail, de la Solidarité sociale et de la Famille        |           | Elena Dumitru                                                   | PSD   |
| Ministre de l'Agriculture, des Forêts, des Eaux et de l'Environnement |           | Ilie Sârbu                                                      | PSD   |
| Ministre des Transports, des Travaux publics et du Tourisme           |           | Miron Mitrea                                                    | PSD   |
| Ministre de l'Éducation et de la Recherche                            |           | Alexandru Athanasiu                                             | PSD   |
| Ministre de la Santé                                                  |           | Mircea Beuran (jusqu'au 20/10/2003) Ionel Blănculescu (intérim) | PSD   |
| Ministre de la Culture et des Cultes                                  |           | Răzvan Theodorescu                                              | PSD   |
| Ministre des Petites et moyennes entreprises et des Coopératives      |           | Silvia Ciornei                                                  | PUR   |
| Ministre des Communications et des Technologies de l'information      |           | Dan Nica                                                        | PSD   |
| Ministre de la Coordination Secrétaire général du gouvernement        |           | Șerban Mihăilescu (jusqu'au 20/10/2003) Eugen Bejinariu         | PSD   |
| Ministre délégué à l'Administration publique                          |           | Gabriel Oprea                                                   | PSD   |
| Ministre délégué au Commerce                                          |           | Eugen Dijmărescu                                                | PSD   |
| Ministre délégué, Négociateur en chef avec l'Union européenne         |           | Vasile Pușcaș                                                   | PSD   |
| Ministre délégué aux Relations avec les Partenaires sociaux           |           | Marian Sârbu                                                    | PSD   |
| Ministre délégué aux Activités de recherche                           |           | Șerban Valeca                                                   | PSD   |
| Ministre délégué aux Relations avec le Parlement                      |           | Acsinte Gaspar                                                  | PSD   |
| Ministre délégué à la Coordination des autorités de contrôle          |           | Ionel Blănculescu                                               | PSD   |

### Remaniement du 27 novembre 2003
- Les nouveaux ministres sont indiqués en gras, ceux ayant changé d'attribution en italique.

| Fonction                                                              | Titulaire | Titulaire           | Parti |
| --------------------------------------------------------------------- | --------- | ------------------- | ----- |
| Premier ministre                                                      |           | Adrian Năstase      | PSD   |
| Ministre de l'Administration et de l'Intérieur                        |           | Ioan Rus            | PSD   |
| Ministre de l'Économie et du Commerce                                 |           | Dan Ioan Popescu    | PSD   |
| Ministre des Affaires étrangères                                      |           | Mircea Geoană       | PSD   |
| Ministre de l'Intégration européenne                                  |           | Alexandru Fărcaș    | PSD   |
| Ministre des Finances publiques                                       |           | Mihai Tănăsescu     | PSD   |
| Ministre de la Justice                                                |           | Rodica Stănoiu      | PSD   |
| Ministre de la Défense nationale                                      |           | Ioan Mircea Pașcu   | PSD   |
| Ministre du Travail, de la Solidarité sociale et de la Famille        |           | Elena Dumitru       | PSD   |
| Ministre de l'Agriculture, des Forêts, des Eaux et de l'Environnement |           | Ilie Sârbu          | PSD   |
| Ministre des Transports, des Travaux publics et du Tourisme           |           | Miron Mitrea        | PSD   |
| Ministre de l'Éducation et de la Recherche                            |           | Alexandru Athanasiu | PSD   |
| Ministre de la Santé                                                  |           | Ovidiu Brânzan      | PSD   |
| Ministre de la Culture et des Cultes                                  |           | Răzvan Theodorescu  | PSD   |
| Ministre des Petites et moyennes entreprises et des Coopératives      |           | Silvia Ciornei      | PUR   |
| Ministre des Communications et des Technologies de l'information      |           | Dan Nica            | PSD   |
| Ministre de la Coordination Secrétaire général du gouvernement        |           | Eugen Bejinariu     | PSD   |
| Ministre délégué à l'Administration publique                          |           | Gabriel Oprea       | PSD   |
| Ministre délégué au Commerce                                          |           | Eugen Dijmărescu    | PSD   |
| Ministre délégué, Négociateur en chef avec l'Union européenne         |           | Vasile Pușcaș       | PSD   |
| Ministre délégué aux Relations avec les Partenaires sociaux           |           | Marian Sârbu        | PSD   |
| Ministre délégué aux Activités de recherche                           |           | Șerban Valeca       | PSD   |
| Ministre délégué aux Relations avec le Parlement                      |           | Acsinte Gaspar      | PSD   |
| Ministre délégué à la Coordination des autorités de contrôle          |           | Ionel Blănculescu   | PSD   |

### Remaniement du 11 mars 2004
- Les nouveaux ministres sont indiqués en gras, ceux ayant changé d'attribution en italique.

| Fonction | Titulaire | Titulaire                                           | Parti |
| --- | --------- | --------------------------------------------------- | ----- |
| Premier ministre |           | Adrian Năstase                                      | PSD   |
| Ministre d'État, chargé des Problèmes sociaux Ministre de l'Administration et de l'Intérieur                                     |           | Ioan Rus (jusqu'au 15/06/2004) Marian Săniuță       | PSD   |
| Ministre d'État, chargé des Problèmes économiques Ministre de l'Économie et du Commerce                                          |           | Dan Ioan Popescu                                    | PSD   |
| Ministre d'État Coordination des activités dans le domaine de la Défense nationale, de l'Intégration européenne et de la Justice |           | Ioan Talpeș                                         | PSD   |
| Ministre des Affaires étrangères                                                                                                 |           | Mircea Geoană                                       | PSD   |
| Ministre de l'Intégration européenne                                                                                             |           | Alexandru Fărcaș                                    | PSD   |
| Ministre des Finances publiques                                                                                                  |           | Mihai Tănăsescu                                     | PSD   |
| Ministre de la Justice |           | Cristian Diaconescu                                 | PSD   |
| Ministre de la Défense nationale                                                                                                 |           | Ioan Mircea Pașcu                                   | PSD   |
| Ministre du Travail, de la Solidarité sociale et de la Famille                                                                   |           | Elena Dumitru                                       | PSD   |
| Ministre de l'Environnement et des Eaux                                                                                          |           | Speranța Ianculescu                                 | PSD   |
| Ministre de l'Agriculture, des Forêts et du Développement rural                                                                  |           | Ilie Sârbu                                          | PSD   |
| Ministre des Transports, des Travaux publics et du Tourisme                                                                      |           | Miron Mitrea                                        | PSD   |
| Ministre de l'Éducation et de la Recherche                                                                                       |           | Alexandru Athanasiu                                 | PSD   |
| Ministre de la Santé |           | Ovidiu Brânzan                                      | PSD   |
| Ministre de la Culture et des Cultes                                                                                             |           | Răzvan Theodorescu                                  | PSD   |
| Ministre des Petites et moyennes entreprises et des Coopératives                                                                 |           | Silvia Ciornei                                      | PUR   |
| Ministre des Communications et des Technologies de l'information                                                                 |           | Dan Nica                                            | PSD   |
| Ministre de la Coordination Secrétaire général du gouvernement                                                                   |           | Eugen Bejinariu                                     | PSD   |
| Ministre délégué à l'Administration publique                                                                                     |           | Gabriel Oprea                                       | PSD   |
| Ministre délégué au Commerce |           | Eugen Dijmărescu                                    | PSD   |
| Ministre délégué, Négociateur en chef avec l'Union européenne                                                                    |           | Vasile Pușcaș                                       | PSD   |
| Ministre délégué aux Relations avec les Partenaires sociaux                                                                      |           | Marian Sârbu                                        | PSD   |
| Ministre délégué aux Activités de recherche                                                                                      |           | Șerban Valeca                                       | PSD   |
| Ministre délégué aux Relations avec le Parlement                                                                                 |           | Acsinte Gaspar (jusqu'au 08/06/2004) Șerban Nicolae | PSD   |
| Ministre délégué à la Coordination des autorités de contrôle                                                                     |           | Ionel Blănculescu                                   | PSD   |
| Ministre délégué au Financement international et à l'Acquis communautaire                                                        |           | Victor Ponta                                        | PSD   |

### Remaniement du 14 juillet 2004
- Les nouveaux ministres sont indiqués en gras, ceux ayant changé d'attribution en italique.

| Fonction | Titulaire | Titulaire                                                 | Parti |
| --- | --------- | --------------------------------------------------------- | ----- |
| Premier ministre |           | Adrian Năstase (jusqu'au 21/12/2004) Eugen Bejinariu a.i. | PSD   |
| Ministre d'État, chargé des Problèmes sociaux Ministre de l'Administration et de l'Intérieur                                     |           | Marian Săniuță                                            | PSD   |
| Ministre d'État, chargé des Problèmes économiques Ministre de l'Économie et du Commerce                                          |           | Dan Ioan Popescu                                          | PSD   |
| Ministre d'État Coordination des activités dans le domaine de la Défense nationale, de l'Intégration européenne et de la Justice |           | Ioan Talpeș                                               | PSD   |
| Ministre des Affaires étrangères                                                                                                 |           | Mircea Geoană                                             | PSD   |
| Ministre de l'Intégration européenne                                                                                             |           | Alexandru Fărcaș                                          | PSD   |
| Ministre des Finances publiques                                                                                                  |           | Mihai Tănăsescu                                           | PSD   |
| Ministre de la Justice |           | Cristian Diaconescu                                       | PSD   |
| Ministre de la Défense nationale                                                                                                 |           | Ioan Mircea Pașcu                                         | PSD   |
| Ministre du Travail, de la Solidarité sociale et de la Famille                                                                   |           | Dan-Mircea Popescu                                        | PSD   |
| Ministre de l'Environnement et des Eaux                                                                                          |           | Speranța Ianculescu                                       | PSD   |
| Ministre de l'Agriculture, des Forêts et du Développement rural                                                                  |           | Petre Daea                                                | PSD   |
| Ministre des Transports, des Travaux publics et du Tourisme                                                                      |           | Miron Mitrea                                              | PSD   |
| Ministre de l'Éducation et de la Recherche                                                                                       |           | Alexandru Athanasiu                                       | PSD   |
| Ministre de la Santé |           | Ovidiu Brânzan                                            | PSD   |
| Ministre de la Culture et des Cultes                                                                                             |           | Răzvan Theodorescu                                        | PSD   |
| Ministre des Petites et moyennes entreprises et des Coopératives                                                                 |           | Silvia Ciornei                                            | PUR   |
| Ministre des Communications et des Technologies de l'information                                                                 |           | Adriana Țicău                                             | PSD   |
| Ministre de la Coordination Secrétaire général du gouvernement                                                                   |           | Eugen Bejinariu                                           | PSD   |
| Ministre délégué à l'Administration publique                                                                                     |           | Gheorghe Emacu                                            | PSD   |
| Ministre délégué au Commerce |           | Eugen Dijmărescu                                          | PSD   |
| Ministre délégué, Négociateur en chef avec l'Union européenne                                                                    |           | Vasile Pușcaș                                             | PSD   |
| Ministre délégué aux Relations avec les Partenaires sociaux                                                                      |           | Bogdan Niculescu-Duvăz                                    | PSD   |
| Ministre délégué aux Activités de recherche                                                                                      |           | Șerban Valeca                                             | PSD   |
| Ministre délégué aux Relations avec le Parlement                                                                                 |           | Șerban Nicolae                                            | PSD   |
| Ministre délégué à la Coordination des autorités de contrôle                                                                     |           | Ionel Blănculescu                                         | PSD   |
| Ministre délégué au Financement international et à l'Acquis communautaire                                                        |           | Victor Ponta                                              | PSD   |